# Кутепов, Александр Иванович
Александр Иванович Кутепов (20 декабря 1922, село Петровка Троицкого уезда Челябинской губернии — 4 декабря 2011, Южноуральск, Челябинская область) — советский военнослужащий, участник Великой Отечественной войны, разведчик взвода пешей разведки 681-го стрелкового полка 133-й стрелковой дивизии, полный кавалер ордена Славы.

## Биография
Родился 20 декабря 1922 года в селе Петровка Троицкого уезда Челябинской губернии. Член КПСС с 1967 года. В 1941 году окончил зооветеринарный техникум в Тобольске.
В марте 1942 года был призван в РККА. Был направлен Асиновское военно-пехотное училище. Но учёбу не закончил, в конце 1942 года курсанты были направлены в действующую армию сержантами.
На фронте в Великую Отечественную войну с января 1943 года. Воевал на Западном, 1-м и 2-м Украинских фронтах. Службу начинал миномётчиком, затем был командиром стрелкового отделения, а с февраля 1944 года — в полковой разведке. Несколько раз был ранен.
В марте 1944 года 681-й стрелковый полк вышел к реке Южный Буг и завязал бой за переправу. Группа Кутепова скрытно переправилась через реку, вышла в тыл врага и атаковала командный пункт противника. В результате было уничтожено несколько вражеских солдат и офицеров, два офицера захвачены в плен, добыты важные документы.
Продолжая преследование противника, разведчики первыми вошли в посёлок Шпиков и атаковали врага, многих взяли в плен.
В ходе дальнейшего наступления, форсировав с ходу реку Днестр, разведчики первыми в полку подошли к селу Кишла и обнаружили там штабной обоз вражеской части. В короткой схватке они уничтожили машины и несколько противников, остальные разбежались, оставив знамя, документы и кассу. Опомнившись, противник предпринял контратаку. Группа, заняв круговую оборону, отбила её и вернулась в полк с ценными сведениями.
В составе взвода разведчиков А. И. Кутепов в числе первых переправился через реку Прут и вышел на границу Советского Союза. Во время действия в тылу врага группа подбила вражеский самолёт, принявший их за своих, и захватила в плен лётчиков.
Разведчик взвода пешей разведки Кутепов 23 августа 1944 года в районе населённого пункта Пояна в числе первых ворвался в траншею противника, захватил «языка» и доставил его командованию. 24 августа 1944 года у высоты 610 вместе с разведчиками подполз к траншее противника, ворвался в неё и в рукопашном бою уничтожил несколько солдат. Захваченный рубеж разведчики удерживали до подхода стрелковых подразделений.
Приказом командира 133-й стрелковой дивизии от 5 сентября 1944 года красноармеец Кутепов Александр Иванович награждён орденом Славы 3-й степени.
В районе населённого пункта Хомороду-де-Сус сержант Кутепов 19 октября 1944 года участвовал в ночном поиске, в ходе которого уничтожил пять солдат, взял «языка» и доставил в штаб полка.
Приказом по войскам 40-й армии от 31 декабря 1944 года он награждён орденом Славы 2-й степени.
После возвращения из госпиталя 10 февраля 1945 сержант Кутепов участвовал в ночном поиске в районе города Банска-Бистрица и захватил в плен двух офицеров.
Приказом от 18 февраля 1945 года сержант Кутепов повторно награждён орденом Славы 2-й степени.
Указом Президиума Верховного Совета СССР от 28 декабря 1963 года сержант Кутепов Александр Иванович перенаграждён орденом Славы 1-й степени. Стал полным кавалером ордена Славы.
Участник Парада Победы 24 июня 1945 года в составе сводного полка 2-го Украинского фронта. В 1945 году был демобилизован.
Жил и работал в городе Южноуральск и посёлке Увельский Челябинской области. Скончался 4 декабря 2011 года в Южноуральске. Похоронен на Аллее Славы кладбища посёлка Увельский.

## Награды и звания
Награждён орденами Красного Знамени, Славы 1-й, 2-й и 3-й степени, двумя орденами Отечественной войны I степени, орденом Отечественной войны II степени, медалями.